# Jerry’s Cousin
«Кузен Джерри» (англ. Jerry’s Cousin) — пятьдесят седьмой эпизод в серии короткометражек «Том и Джерри» Уильяма Ханны и Джозефа Барберы. Эпизод был номинирован на Оскар за лучший анимационный короткометражный фильм, но проиграл мультфильму «Джеральд МакБоинг-Боинг» компании United Productions of America. Создан в 1950 году, но был выпущен только 7 апреля 1951 года.

## Сюжет
На аллее Хогана (Мурлычный Переулок) кузен Джерри по прозвищу Маскл бьёт дворовых котов. Тем временем почтальон приносит ему письмо, в котором Джерри просил кузена о помощи в борьбе с Томом. Кузен берёт свой чемодан и уходит. Коты, замечая, что он идёт в их сторону, пугаются и пытаются спрятаться (причём один из них, Бутч «сам себя хоронит» в «могиле»).
В это время Том терроризировал Джерри, кидая в его норку маленькие петарды. Том кинул очередную петарду, и тут вошёл Маскл, взял её и засунул в рот Тому, и тот взорвался внутри Тома. Том в гневе хватает Маскла, но тот легко бросает кота и требует, чтобы тот не трогал Джерри, пока он здесь и кидает Тома в стену. Том падает в вазу, Маскл плюнул в неё, ваза разломилась на маленькие части и Том принял форму вазы.
Том начинает тренироваться, и будучи уверенным в своих силах, подошёл к Масклу и ударил его кулаком по голове. Тот надул свой кулак и ударил им Тома так, что тот влетел в часы с кукушкой.
После временного затишья Тома, Джерри и Маскл лежат в колыбельке Тома, но Джерри не может успокоиться. Тем временем Том пилит круглую дырку в потолке, откуда кидает шар для боулинга, который падает на половину колыбельки, на которой лежал Маскл. Пользуясь положением, Том гонится за Джерри, но сзади появляется Маскл и кидает в Тома этим же шаром. Том «ломается» на 10 «кеглей Томов». Маскл гонится за ним, Том убегает. Маскл бежит и напарывается на дробовик, который держал Том. Маскл дует в него, и патроны вылетают прямо в глаза Тому. Маскл бьёт молотком по затылку Тома, тем самым, выстреливая патронами.
После этого Том звонит в компанию «Грязная работа», где работает кот Бутч и его друзья. Они приезжают, и идут разбираться с Масклом, но терпят поражение. Маскл вышвыривает котов на улицу. После этого Том начал уважать Маскла и стал целовать его ноги.
Маскл попрощался с Джерри, отдал ему второй костюм, и ушёл. Джерри надел вещи, вышел из норы и свистнул Тому. Тот, приняв его за Маскла, начал целовать его ноги.

## Факты
- Кузена Джерри озвучил Пол Фрис.
- Кота Бутча тоже озвучивает Пол Фрис, как и Маскла.